# Vera Schäferkordt
Vera Schäferkordt (* 9. Dezember 1924 in Düsseldorf; † 5. Mai 1987 ebenda) war eine deutsche Schwimmerin und Olympiateilnehmerin. Sie startete für den Düsseldorfer SC 1898.
Die Athletin gewann 1942 und 1943 jeweils die Deutsche Meisterschaft über 400 m Freistil.
Bei den Olympischen Spielen 1952 in Helsinki startete sie über 100 m Freistil, kam aber in 1:10,9 min nicht unter die besten 16. Dafür gelang ihr der Finaleinzug mit der 4 × 100-m-Freistilstaffel. Das Team (Elisabeth Rechlin, Vera Schäferkordt, Käthe Jansen und Gisela Arendt) belegte in 4:40,3 min Platz 7 (Gold ging an das Team aus Ungarn in der Weltrekordzeit von 4:24,4 min).